# Карпенко, Елисей Андреевич
Елисей Андреевич Карпенко (14 июля 1882, Гуляйполе — 24 декабря 1933, Нью-Йорк, США) — эсер, член Всероссийского учредительного собрания, украинский писатель, актёр, театральный деятель в США, драматург, режиссёр (псевдонимы — Є. Карпенко-Український, Олег Азовський, Oleh Azowsky (под этим именем похоронен), Andreu Ira, Степовий гість, Шашура Олександра, Андрій Люшня и другие).

## Биография
Родился в Гуляйполе Бердянского уезда Екатеринославской губернии (ныне Запорожская область), окончил церковно-приходскую школу, батрачил, работал слесарем на заводе, конторщиком на руднике, актёром странствующей труппы.
В 1916 году жил в Гуляйполе и написал там 9 пьес. В годы гражданской войны вместе с театром Садовского гастролировал за рубежом.
В 1917 украинский эсер. В 1917 году проживал селе Лозовая-Павловка Славяносербского уезда. В конце 1917 года избран во Всероссийское учредительное собрание в Екатеринославском избирательном округе по списку № 5 (блок: Селянская спилка, Совет КД, украинские эсеры и социал-демократы).
В 1920—1923 годах жил во Львове, Праге, Вене. В издательстве «Театр» (Киев-Вена) появляется ещё его 7 пьес (точное количество произведений автора пока не установлено).
В 1923 г. уехал в Америку, где стал режиссёром драматического кружка имени И. Тобилевича при Рабочем доме (Нью-Йорк).
Умер 24 декабря 1933 в Нью-Йорке, похоронен в Бруклине.

## Сочинения
Пьесы:
- «Неприкаяний батько, або розбите щастя» (1907),
- «Під терновим вінком» (1908),
- «Полупанки» (1910),
- «На шляху темряви» (1911),
- «Під хвилею життя» (1911),
- «Зійшло сонце та й захмарилось» (1915),
- «Зоря волі і правди» (1917),
- «Святого Вечора» (1920),
- «Білі ночі» (1920),
- «Момот Нір» (1920),
- «Осінні згуки» (1920),
- «В долині сліз» (1921),
- «Едельвейс» (1921),
- «З глибини життя» (1921),
- «Благовіст» (1921),
- «Похмура Америка» (1926),
- «Негритянська дівчина» (1927),
- «В наймах у Доробкевича» (1928),
- «Бунт» (1928),
- «Страчене життя» (1928),
- «Вуглекопи» (1929);

Повести:
- «В степах»
- «Неприкаянний батько, або Розбите щастя» (не опубликована)
- «Зійшло сонце та й захмарилось» (не опубликована)

## Семья
- Жена — Христина Афанасьевна Карпенко (урождённая Белай) (1.03.1885, Гуляйполе — 1961, Гуляйполе)[источник не указан 757 дней].
  - Сын — Николай (7.11.1904, Гуляйполе — 9.07.1973, Винница)[источник не указан 757 дней]; у него дочь Лидия Николаевна Карпенко, физиолог, д.мед.н.[5];
  - Сын — Иван (8.05.1907, Гуляйполе — 1942)[источник не указан 757 дней]; у него два сына — Николай и Алексей[источник не указан 757 дней];
  - Дочь — Анастасия (6.03.1911, Гуляйполе — 1988, Винница)[источник не указан 757 дней], замужем за Филиппом Митяшем (?—?), у них два сына Юрий и Эдуард[источник не указан 757 дней]

- Карпенко Е.А. Нью-Йорк
- Карпенко Е.А. Нью-Йорк
- В Нью-Йорке, 1930-е.
- Любительская труппа гуляйпольского театра "Колизей", 1910 год
- Памятник на могиле Елисея Андреевича Карпенко (Олега Азовского) в Нью-Йорке